# Desmond Douglas

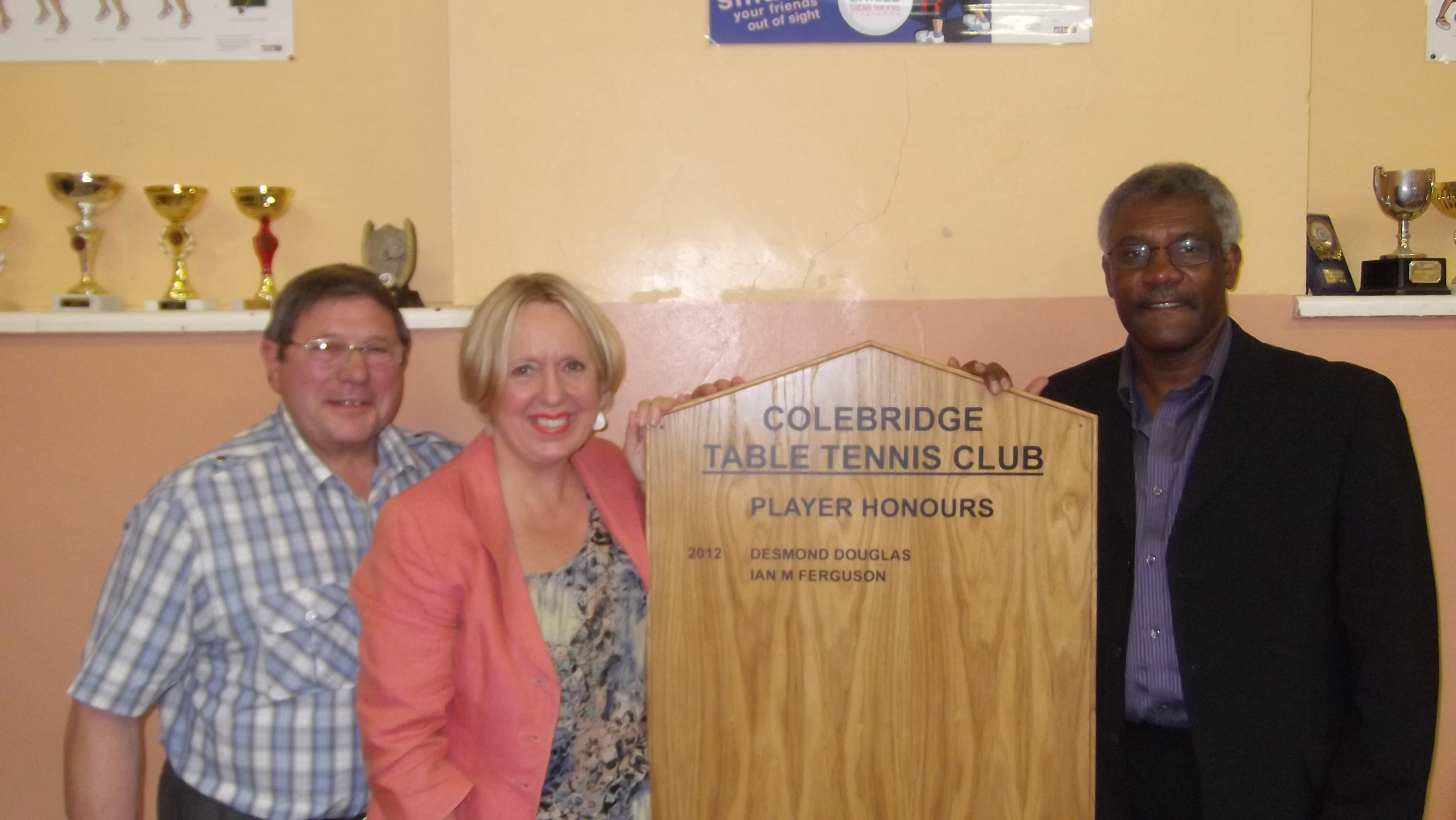
Desmond Douglas (rechts)

Desmond Douglas (Kingston, 20 juli 1955) is een in Jamaica geboren voormalig tafeltennisser, die uitkwam voor Engeland. Hij won in 1987 de Europese Top-12, na in 1986, 1983 en 1979 al verliezend finalist te zijn geweest. Met het Duitse Borussia Düsseldorf werd hij vijf keer landskampioen in de Bundesliga.

## Loopbaan
Douglas kwam in Jamaica ter wereld, maar verhuisde op vijfjarige leeftijd met zijn ouders naar het Engelse Birmingham. Daar begon hij op zijn vijftiende met georganiseerd tafeltennis. Ondanks elf Engelse kampioenschappen enkelspel, bleek Douglas maar met moeite aan internationale titels te komen. In 1987 kwam het sportieve hoogtepunt, toen hij in de finale van de Europese Top-12 Jan-Ove Waldner klopte. Een jaar eerder verloor hij de finale nog van de Zweed, evenals eerdere finales tegen Milan Orlowski (1983) en Dragutin Šurbek (1979). In 1982 moest de Engelsman genoegen nemen met brons. Bij de zeven EK's waaraan Douglas deelnam, was de halve finale in 1978 zijn beste prestatie. Gedurende tien wereldkampioenschappen tafeltennis bereikte hij een dergelijke eindfase nooit. Wel werd hij met het Engelse team derde op de World Team Cup 1990. Tevens nam Douglas namens Groot-Brittannië deel aan de Olympische Zomerspelen 1988.

## Erelijst
Belangrijkste resultaten:
- Winnaar Europese Top-12 in 1987
- Brons op de World Team Cup 1990 (met Engeland)
- Vijfmaal Duits landskampioen (met Borussia Düsseldorf)
- Winnaar Commonwealth kampioenschappen enkelspel 1985
- Winnaar Commonwealth kampioenschappen dubbelspel 1975 (met Denis Neale)
- Winnaar Commonwealth kampioenschappen gemengd dubbel 1975 met (Linda Jarvis-Howard) en 1985 (met Alison Gordon)
- Winnaar Commonwealth kampioenschappen landenteams 1973, 1975 en 1985
- Zilver op het Europees kampioenschap gemengd dubbel 1980 (met Linda Jarvis-Howard)